# Râul Văcea
Râul Văcea este un râu în sudul Bulgariei, afluent principal  al Râului Marița. El izvorăște din Munții Rodopi, în apropierea graniței cu Grecia.
Pe râul Văcea au fost construite barajele Kricim, Văcea și Țankov Kamăk. Apa din baraje este folosită pentru irigațiii în Câmpia Plovdivului.
Râul traversează orașele Kricim și Devin.

## Galerie

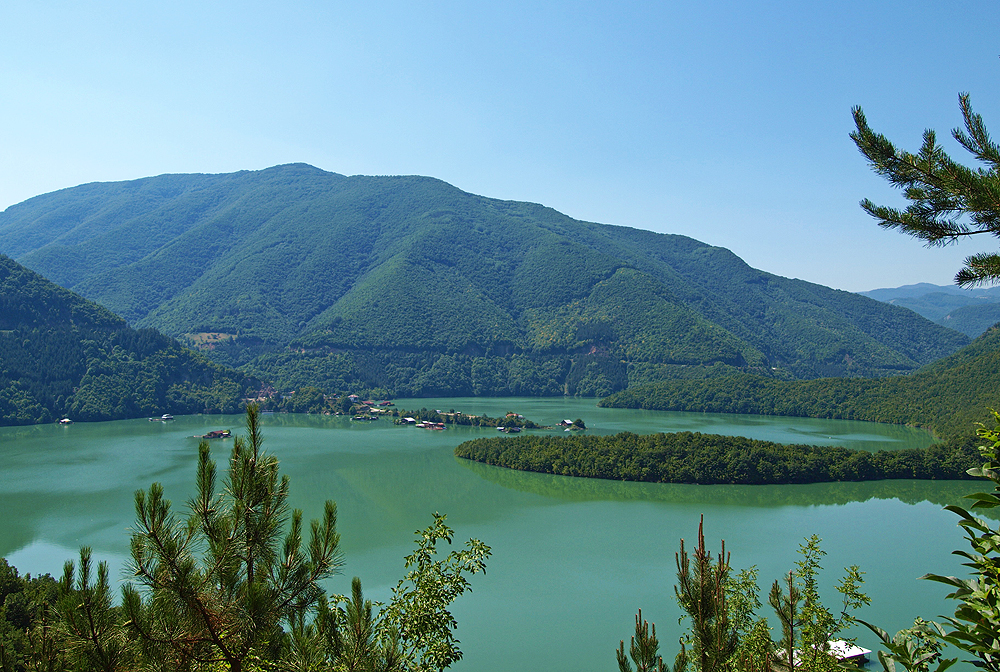
Barajul Văcea
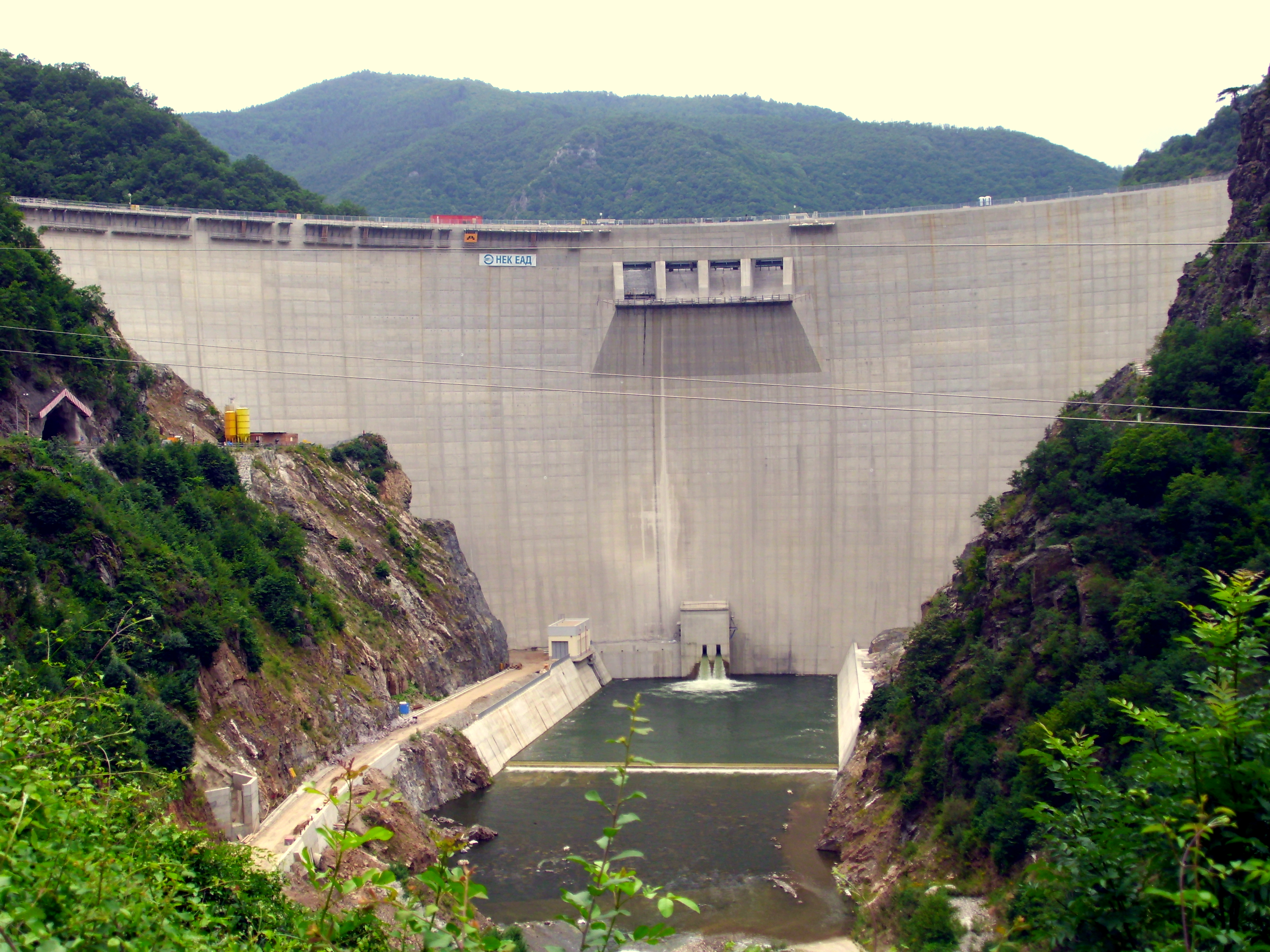
Barajul Ţankov Kamăk
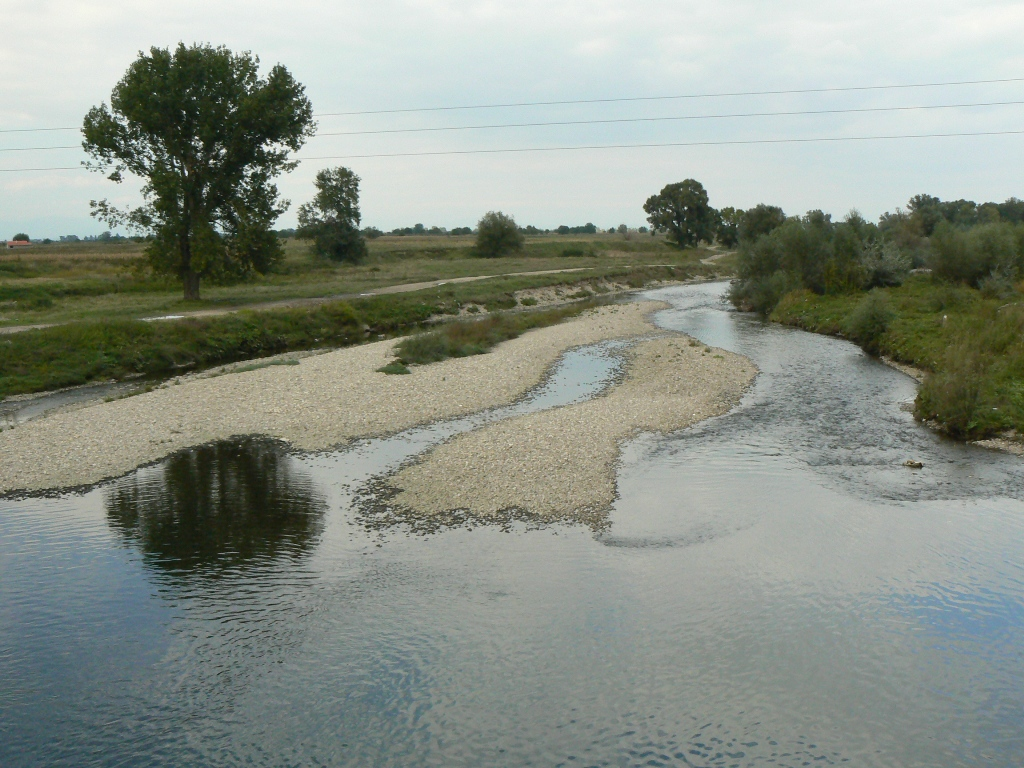
Râul Văcea în satul Ioakim Gruevo

1. ↑  Geographic Names Server, 11 iunie 2018